# Smyrna (Delaware)
Smyrna je gradić u američkoj saveznoj državi Delaver. Prema popisu stanovništva iz 2010. u njemu je živjelo 10.023 stanovnika.